# Ilha de São Domingos
Ilha de São Domingos, Hispaniola ou Espanhola (Santo Domingo ou La Española, em espanhol) é uma das maiores ilhas das Antilhas, localizada no mar das Caraíbas a sudeste de Cuba e oeste de Porto Rico.
São Domingos é a segunda maior ilha do Caribe depois de Cuba, com uma superfície de cerca de 76 000 km², comprimento de 650 km e largura máxima de 241 km. Politicamente, divide-se entre dois países: a República Dominicana, a leste, e o Haiti, que ocupa o terço ocidental da ilha. A ilha está separada de Cuba pelo canal de Barlavento e da Jamaica pelo canal da Jamaica.
Em 1493, Cristóvão Colombo ali estabeleceu a primeira colônia da América, La Navidad, onde ficava a Fortaleza de La Navidad.

## Toponímia

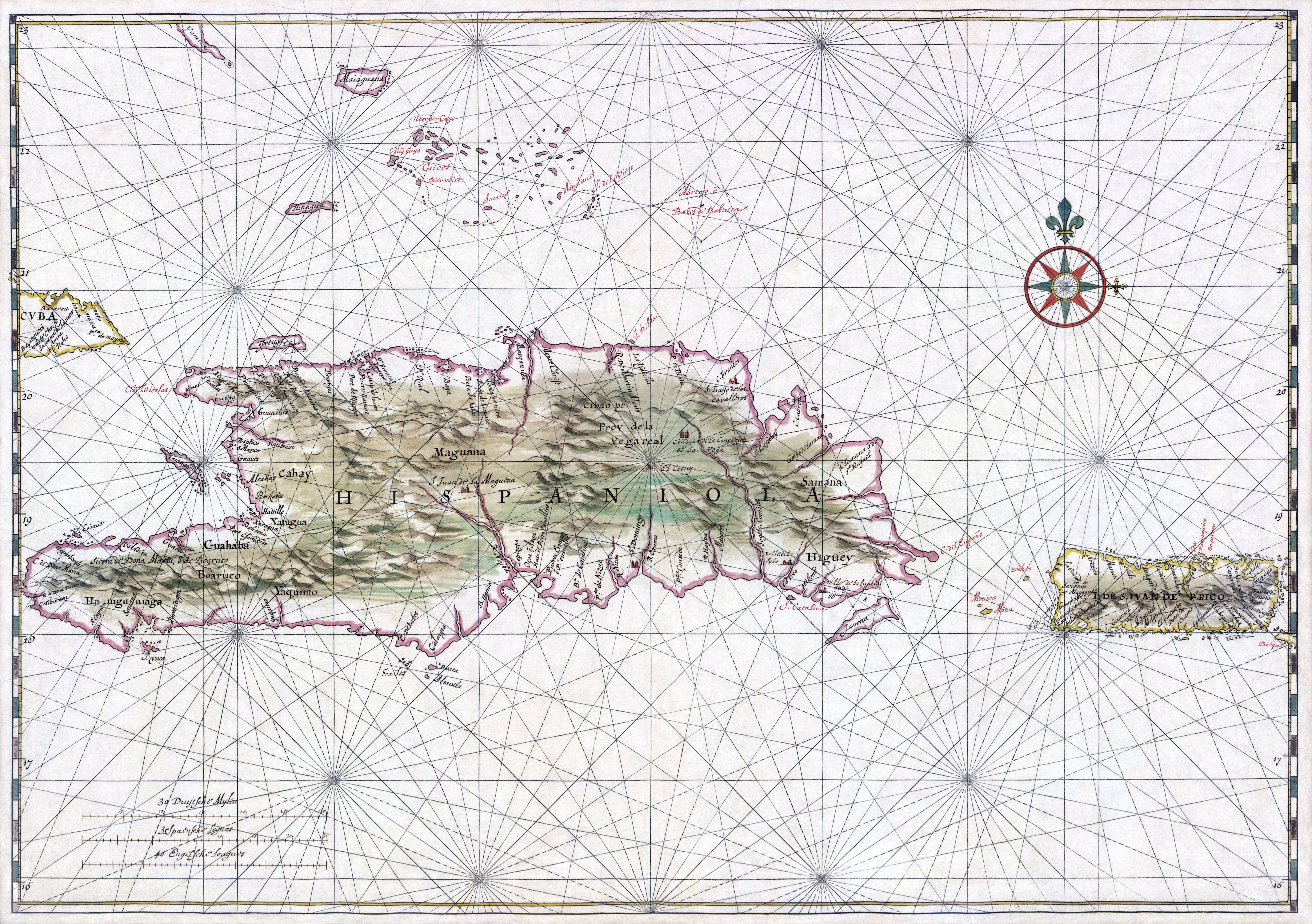
Carta Nautica de La Española e Porto Rico.

A ilha tem vários nomes que supostamente foram dados por seus nativos ameríndios taínos. Quando Colombo tomou posse da ilha em 1492, a chamou A Ilha Espanhola. Bartolomé de las Casas, encurtou o nome para "Espanhola", e mais tarde foi chamda "A Espanhola" por Pedro Mártir de Anglería. Gonzalo Fernández de Oviedo e Bartolomé de las Casas documentaram que a ilha era chamada "Ayti" ("terra montanhosa") pelos taínos. Anglería adicionou outro nome, "Quizqueia" (o que significa "mãe de todas as terras"), mas as investigações posteriores mostraram que a palavra não parece ser derivada da língua Arawak, que é a língua Taíno.

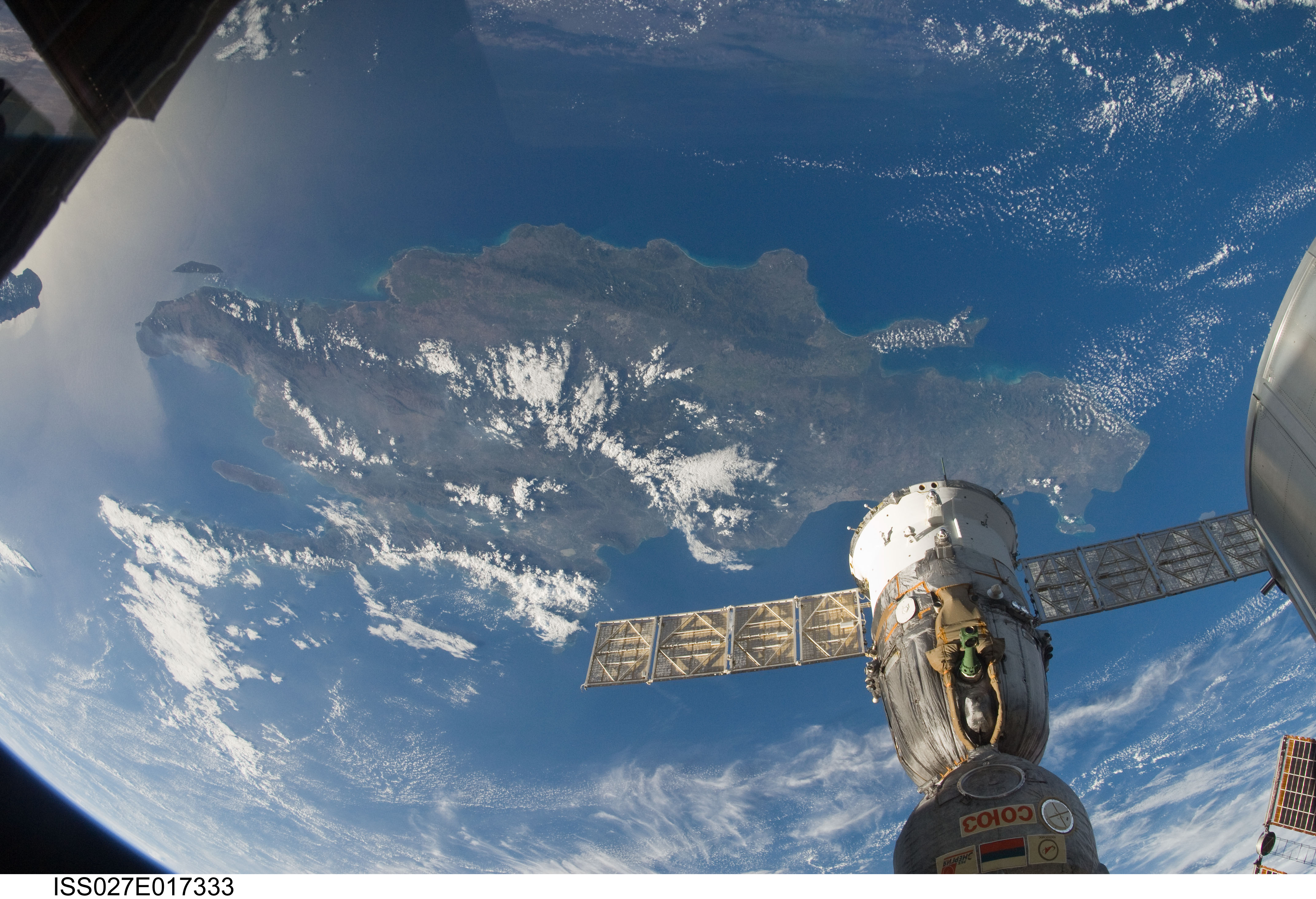
A República Dominicana vista da Estação Espacial Internacional.

Embora tenha sido verificado o uso de Haiti pelos Tainos e o nome tenha sido usado pelos três historiadores, as evidências sugerem que provavelmente este não era o nome Taíno para a ilha. "Haiti" era o nome Taíno da região (agora conhecido como Los Haitises) no que é hoje a região nordeste da atual República Dominicana. No mapa mais antigo documentado na ilha, criado por Andrés Morales, a região é denominada "Montes de Haiti". Bartolomé de las Casas, aparentemente chamou toda a ilha Haiti, com base nessa determinada região; Pedro Mártir de Anglería disse que o nome de uma das partes foi dada a toda a ilha.
Em meados dos anos 1500, a ilha era conhecida como Santo Domingo. Depois de ter sido cedido a parte ocidental à França, o lado francês foi chamado Saint-Domingue e a parte espanhola continuou se chamando Santo Domingo. O nome Haïti foi escolhido pelo revolucionário haitiano Jean-Jacques Dessalines como nome oficial depois da independência de Saint-Domingue, como uma homenagem aos antepassados indígenas.
A parte espanhola foi nomeada em honra da ordem religiosa dos Dominicanos. Os Trinitários escolheram nomear o país República Dominicana, em vez de seu nome real de São Domingos como uma tentativa de agradar os haitianos que entendiam o nome São Domingos como uma lembrança de seus antigos amos. Quisqueya (a partir de Quizqueia) é utilizado para se referir à República Dominicana.

## História

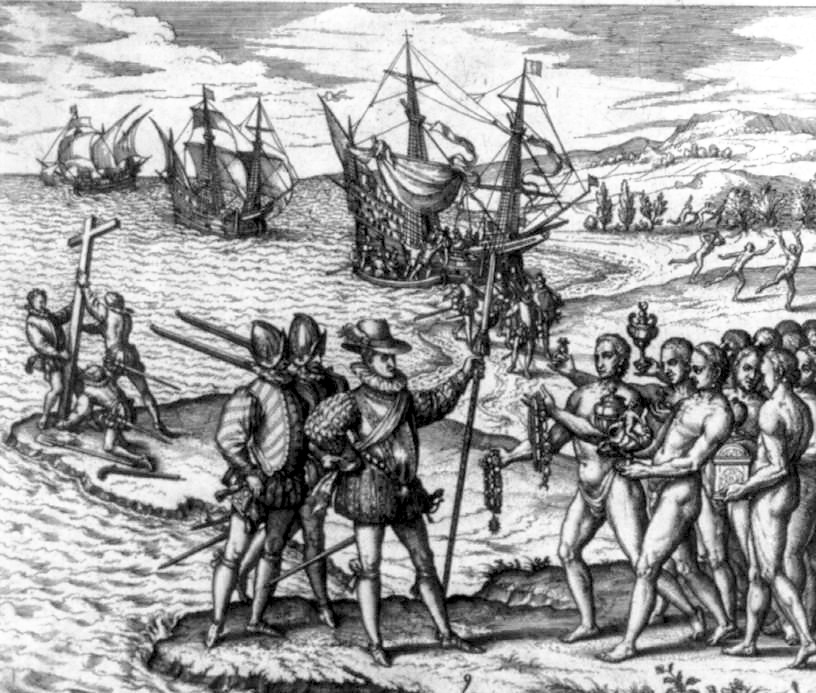
Chegada do Colombo à Hispaniola por Theodor de Bry

Cristóvão Colombo chegou à ilha conhecida por seus habitantes originais como Quisqueya, durante a sua primeira viagem à América, em 1492. Em sua chegada, ele fundou o forte La Navidad na costa norte do atual Haiti. Em seu retorno no ano seguinte, após a destruição do forte, ele estabeleceu rapidamente uma segunda solução mais a leste, na atual República Dominicana, La Isabela, que foi o primeiro assentamento europeu permanente na América.

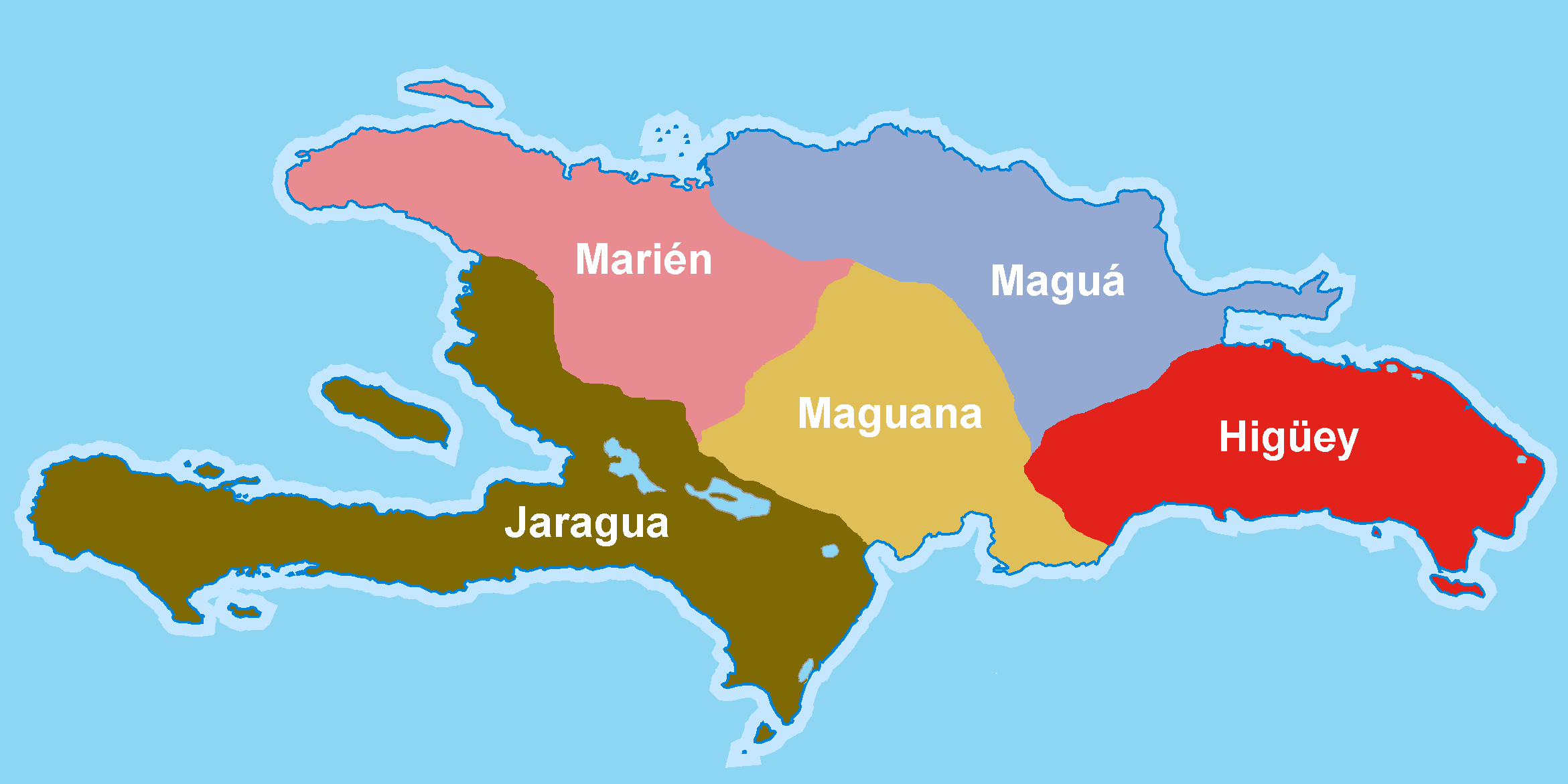
Antes da chegada dos espanhois, a ilha estava dividida em 5 cacicados.

A ilha era habitada pelos Taínos,um dos povos indígenas Aruaques. Os Taínos foram os primeiros em fazer resistência a colonização europeia. A subjugação da ilha começou a sério no ano seguinte, quando 1 300 homens chegaram da Espanha sob o comando de Bartolomeu Colombo. Após a Isabela ser destruída por um furacão em 1496, foi fundada a Nova Isabela reconstruída no outro lado do rio Ozama e foi chamada Santo Domingo. É o mais antigo assentamento europeu permanente na América. A população Taino da ilha foi dizimada rapidamente, devido a uma combinação de doenças e maus-tratos pelos espanhóis. Em 1501, a colônia espanhola começou a importar escravos africanos, pensando que eles eram mais capazes de realizar trabalho físico. Os índios não tinham imunidade à varíola e tribos inteiras se tornaram extintas.
De uma população inicial estimado de 250 000 em 1492,os Aruaques tinham sido reduzidos para 14 000 no ano de 1517. O primeiro período colonial foi focado na mineração de jazidas de ouro, em seguida, na produção de açúcar, que caiu no século XVII. Assim, os colonos começaram a produzir tabaco, gengibre, café e gado. Enquanto a Espanha conquistou novas regiões nas Américas, o seu interesse na ilha diminuiu, e a população da colônia cresceu lentamente. No início do século XVII, as ilhas vizinhas e menores (particularmente a Ilha de Tortuga) tornaram-se um reduto de piratas que navegavam no Mar do Caribe.
Em 1606, o rei da Espanha ordenou que todos os habitantes da ilha fossem transferidos para Santo Domingo (leste da ilha), para evitar a interação com os piratas. No entanto, isso ajudou os piratas franceses, inglês e neerlandeses a se assentar no norte e no oeste da ilha abandonada. Em 1665, a colonização francesa da ilha foi oficialmente reconhecida pelo rei Luis XIV. A colônia francesa foi chamada de Saint-Domingue. No Tratado de Rijswijk 1697, a Espanha cedeu formalmente o terço ocidental da ilha para a França. Saint-Domingue (oeste da ilha) rapidamente eclipsou o leste, tanto em riqueza e população. Apelidada de "Pérola das Antilhas", se tornou a colônia mais rica e próspera das Índias Ocidentais e uma dos mais ricas do mundo, consolidando seu status como o maior porto da América para bens e produtos que entram e saem da Europa. Após a independência do Haiti, tudo se inverteu, e assim o Haiti se tornou um dos países mais pobres da América e a República Dominicana se tornou a maior economia da América Central e do Caribe

## Geografia

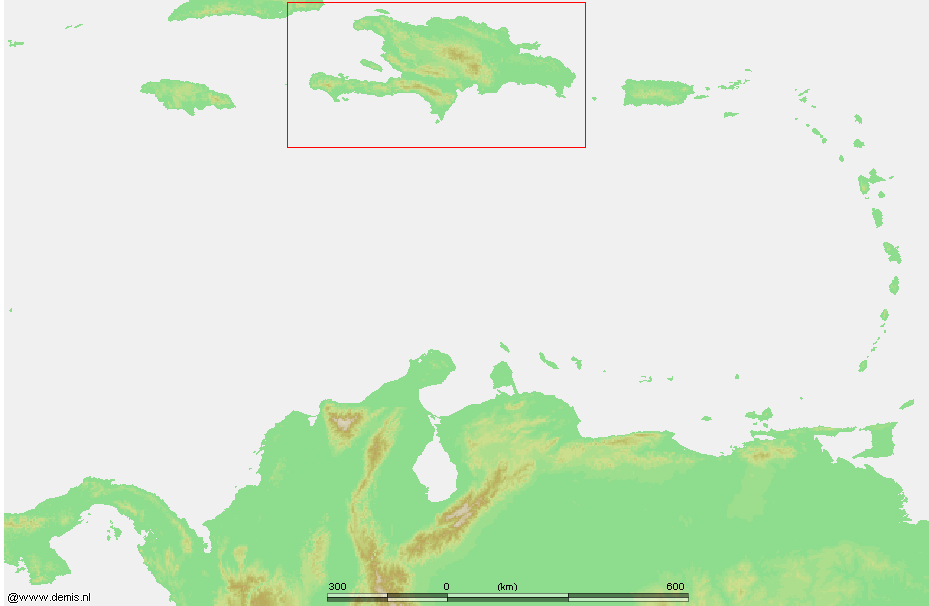

A ilha de São Domingos ou La Española é a segunda maior ilha do Caribe (depois de Cuba), com uma área de 76 480 km² (29 530 mi2). A ilha tem cinco grandes cadeias de montanhas: a Cordilheira Central, que abrange a parte central da ilha, que se estende desde a costa sul da República Dominicana, no noroeste do Haiti, aonde ele é conhecido como o Maciço do Norte. Esta cordilheira tem o pico mais alto das Antilhas, Pico Duarte, que é 3 087 memros (10 128 ft) acima do nível do mar. A Cordilheira Setentrional corre paralela à Cordilheira Central através da ponta norte da República Dominicana, que se estende para o Oceano Atlântico, como a Península de Samaná. A Cordilheira Central e Cordilheira Setentrional são separados por terras baixas do Vale do Cibao e na planície costeira do Atlântico, estendendo-se para o oeste do Haiti como a Planície do Norte. A mais baixa e a Cordilheira Oriental, na parte oriental do país.

## Demografia

Divisão política da ilha de São Domingos

A ilha de São Domingos é caracterizada pela dualidade política, cultural e econômica. Politicamente, a ilha está dividida em dois Estados: A República Dominicana, que ocupa a maior parte da ilha e é o herdeiro da província espanhola de São Domingos (Santo Domingo); e a República do Haiti ocupa o terço ocidental da ilha, herdeiro da província francesa de São Domingos (Saint-Domingue). A República Dominicana é um país de 10,41 milhões de pessoas, faz parte da América Latina, todos os dominicanos têm o espanhol como sua primeira língua, a maioria é católica e o país é o ponto crucial para se entender os hispano-americanos.
O Haiti é uma nação de 10,32 milhões de habitantes, majoritária francófona, embora apenas a minoria mulato fala o francês como língua materna, enquanto a maioria fala crioulo haitiano e tem um legado histórico que os une a França. O Haiti é o primeiro país negro do mundo e o mais pobre da América.

### Composição Étnica

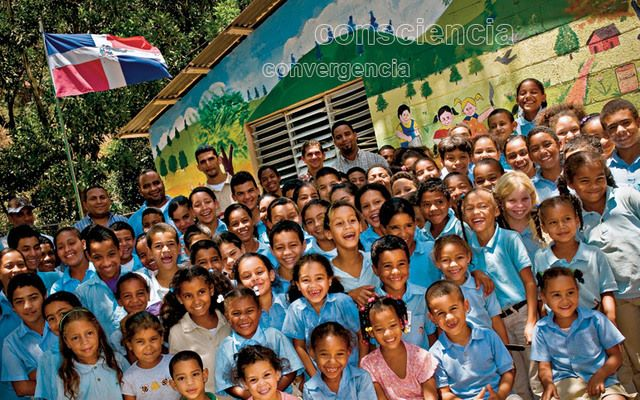
Crianças de uma escola pública Dominicana.

A composição étnica da população Dominicana é de 73% mulatos, 16% brancos e 11% negros; com uma quantidade significativa de pessoas multirraciais (mistura Europeu-Africano- indígena) incluídos na categoria mulato.

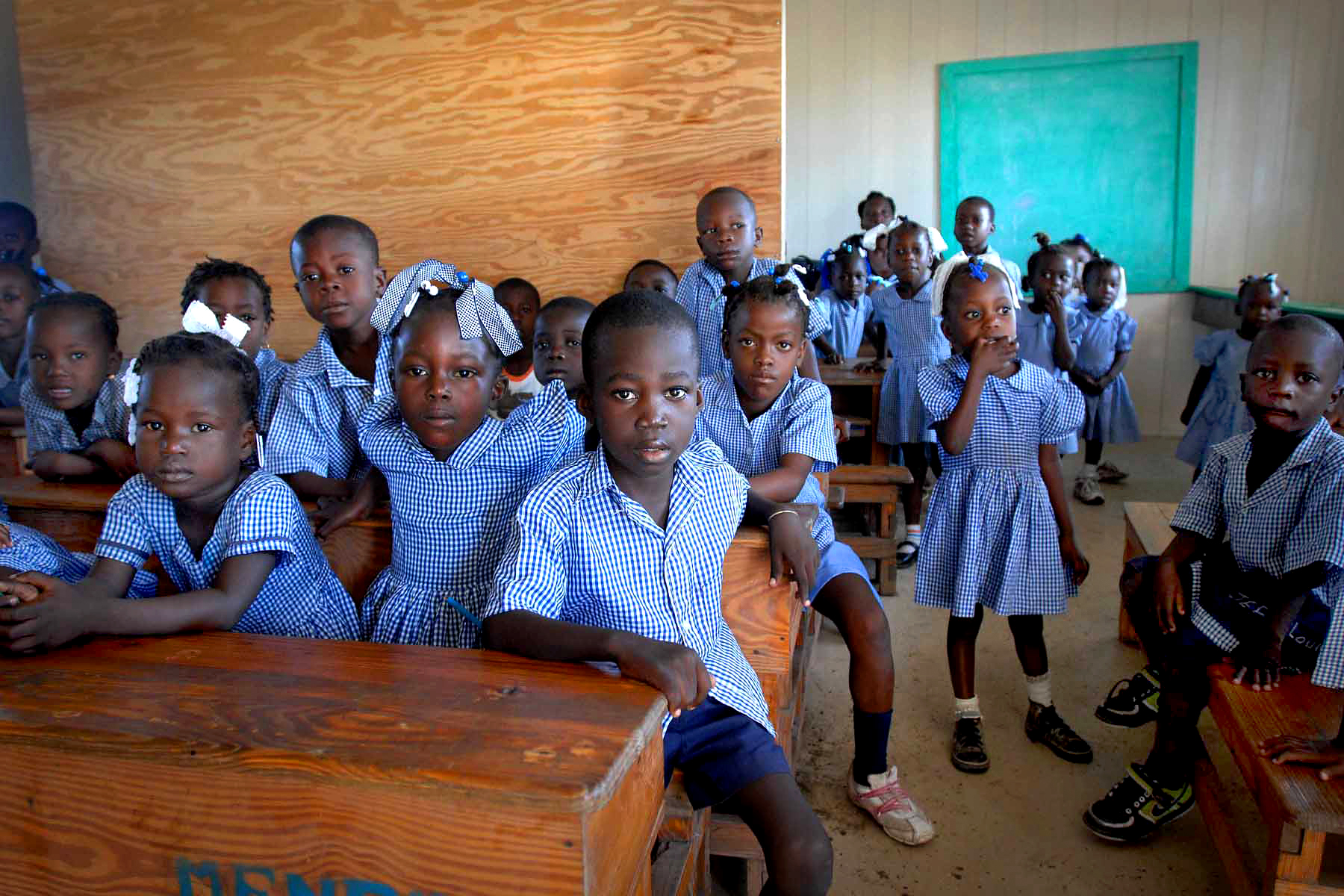
Crianças haitianas numa escola.

De acordo com um estudo do DNA mitocondrial da Universidade de Puerto Rico — em Mayagüez, 15% dos dominicanos têm uma linhagem materna indígena, outros 15% têm uma linhagem materna Europeia e 70% têm um linhagem materna africana. Estes resultados mostram o origem do DNA mitocondrial, que é herdado pela linha materna, mas não incorporadas linhagens paternas, os quais se estima que a maioria dos cromossomos Y dos dominicanos são de origem europeia, considerando que o mestiçagem em toda a América, e República Dominicana não é exceção, aconteceu entre homens europeus e mulheres indígenas e / ou africanas.
Se estima que a população haitiana existe um predomínio de linhagens africanos na linha materna (DNA mitocondrial ), assim como através do pai (cromossoma Y),considerando que 95% da população é negra e apenas 5% é composta por mulatos. Houve uma limpeza étnica no país em 1804 aniquilando toda a população francesa e a maioria dos brancos.[carece de fontes?] Também mais tarde as leis haitianas foram hostis em relação aos brancos, limitando a migração destes para o Haiti e, portanto, o potencial da mestiçagem.

## Economia
A ilha de São Domingos tem a maior economia nas Antilhas, não obstante a maior parte do desenvolvimento econômico se encontra na República Dominicana, a economia dominicana sendo quase 800% maior do que a economia haitiana. Em 2013, o PIB em paridade de poder aquisitivo da República Dominicana foi de 101 bilhões de dólares, enquanto o Haiti foi de cerca de 13,4 bilhões de dólares. Ou seja, a renda per capita (PPP) República Dominicana é US$ 9 700, enquanto o Haiti é de US$ 1 300.
A economia haitiana é a mais fraca das Américas com índices de pobreza exageradamente altos e um poder aquisitivo muito baixo para garantir um nível adequado de consumo, o que limita seu desenvolvimento a médio prazo.
A divergência entre o nível de desenvolvimento econômico entre a República Dominicana e Haiti faz da sua fronteira a de maior contraste de todas as Américas e evidência que a República Dominicana tem uma das mais altas pressões migratórias na América.

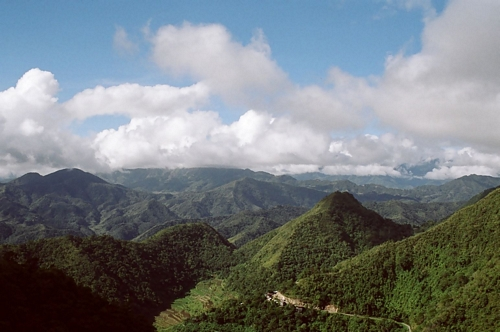
Vista desde a Cordilhera Central, R.D

## Clima

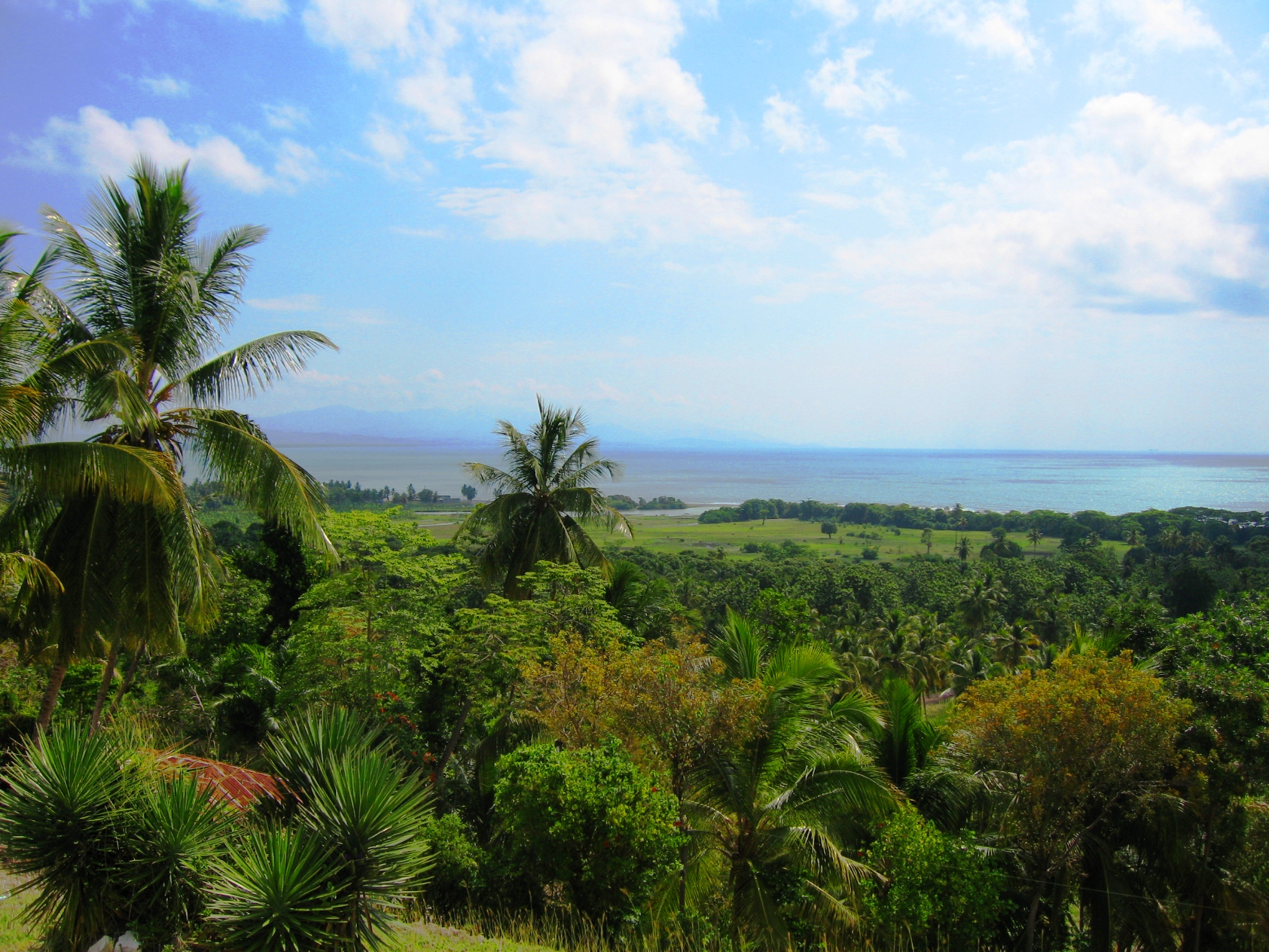
Vista desde Haiti.

O clima da ilha de São Domingos é geralmente úmido e tropical. A ilha possui quatro diferentes ecorregiões. As Florestas Úmidas tropicais cobrem cerca de 50% da ilha, especialmente a parte do norte e leste, principalmente nas terras baixas. Florestas secas ocupam cerca de 20% da ilha, localizada na sombra da chuva das montanhas na parte sul e oeste da ilha. As florestas de pinheiros ocupam 15% da ilha.

## Dualidade Florestal
A ilha de São Domingos tem sido objwto de uma forte modificação de seus habitats naturais no decorrer do século XX. Uma dessas mudanças foi a redução de sua cobertura florestal.

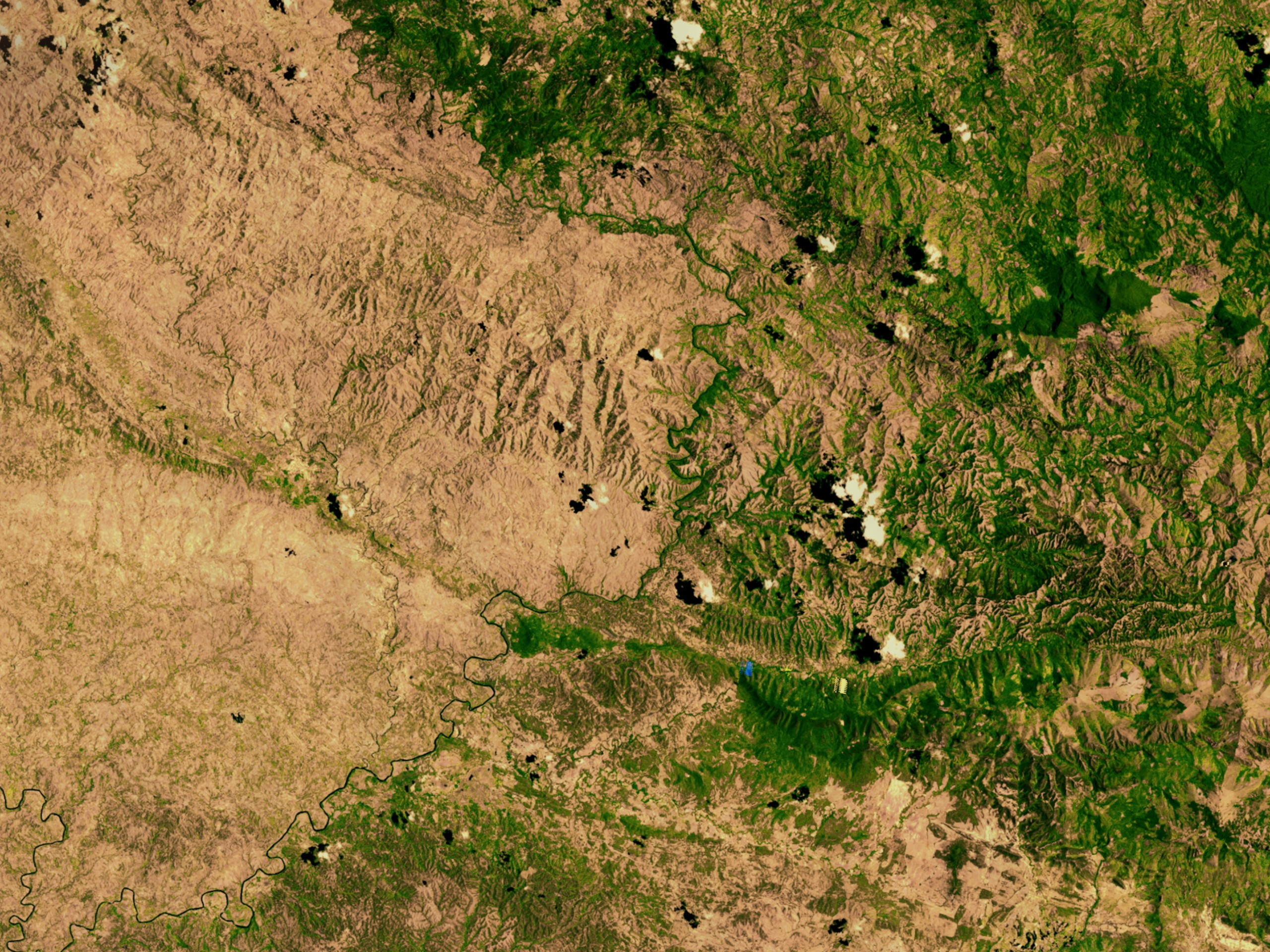
Vista satelital da fronteira domínico-haitiana (República Dominicana na direita e Haití na esquerda).

Haiti tem visto uma redução dramática das suas florestas, devido ao uso excessivo e crescente do carvão como combustível para cozinhar, a tal ponto que hoje menos de 2% do Haiti é preservado como floresta. A conseqüência foi que a maioria dos rios haitianos secaram, sua fertilidade agrícola foi reduzida e o território haitiano é cada vez mais desertificado. No extremo noroeste, na península de San Nicolás, já existe o maior deserto nas Antilhas e no processo de expansão graças ao desmatamento generalizado. A maioria das cordilheiras haitianas estão totalmente desmatadas e em muitos casos, as chuvas têm removido sedimentos, expondo a base de rocha das montanhas e fazendo irreversível o catastrófico dano ecológico.
Na República Dominicana, a situação é menos crítica, a cobertura florestal tem aumentado nos últimos anos. Em 2003, a cobertura florestal Dominicana foi reduzida para 32% do território, contudo para 2011, a tendência para a redução se reverte para aumentar a cobertura florestal em oito pontos percentuais situando-se cerca de 40% do território.

## Dados
- População: 16 909 000
- Área: 76 211 km²
- Densidade demográfica: 221,87 hab./km²